# Leidsegracht

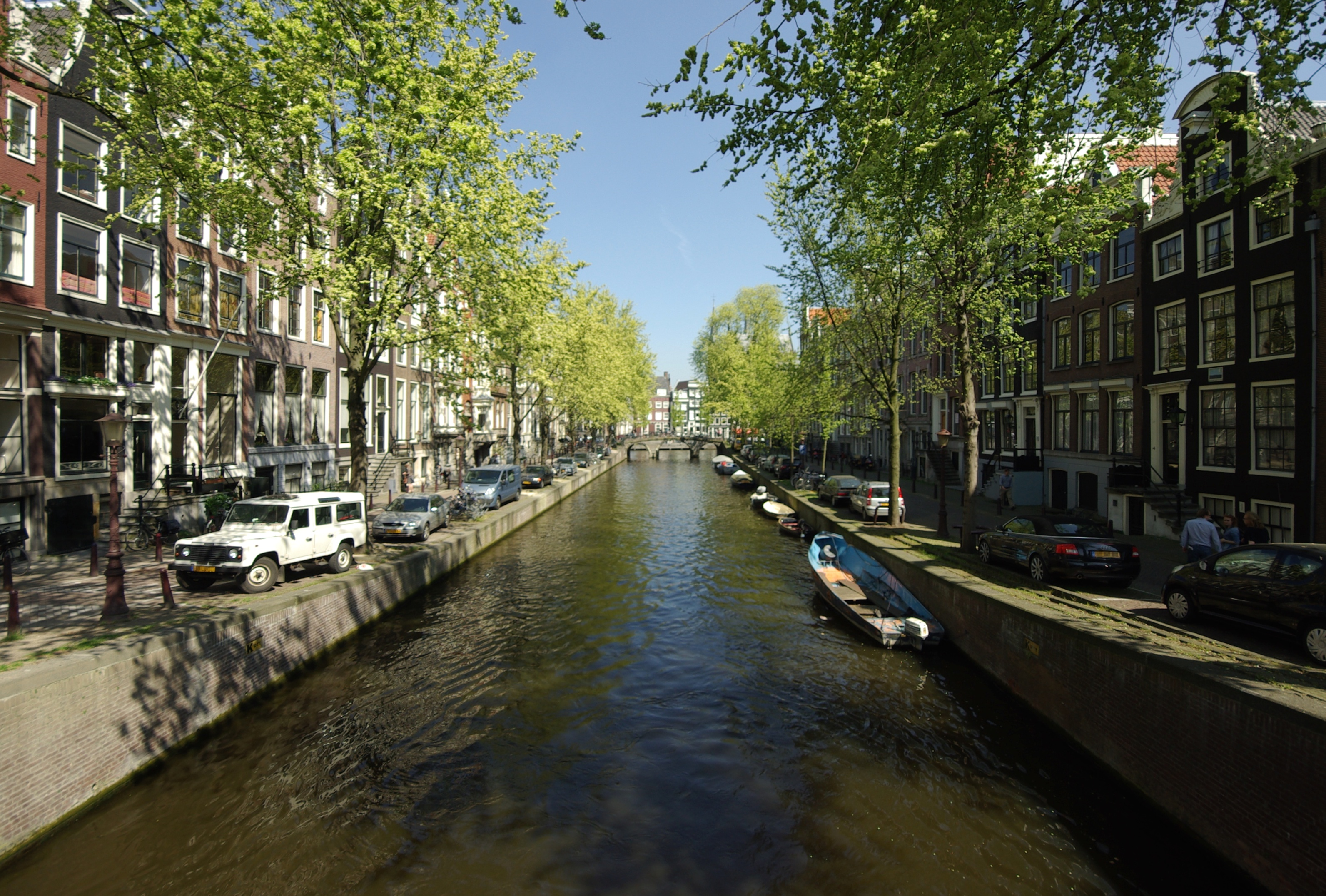
Amsterdam: il Leidsegracht

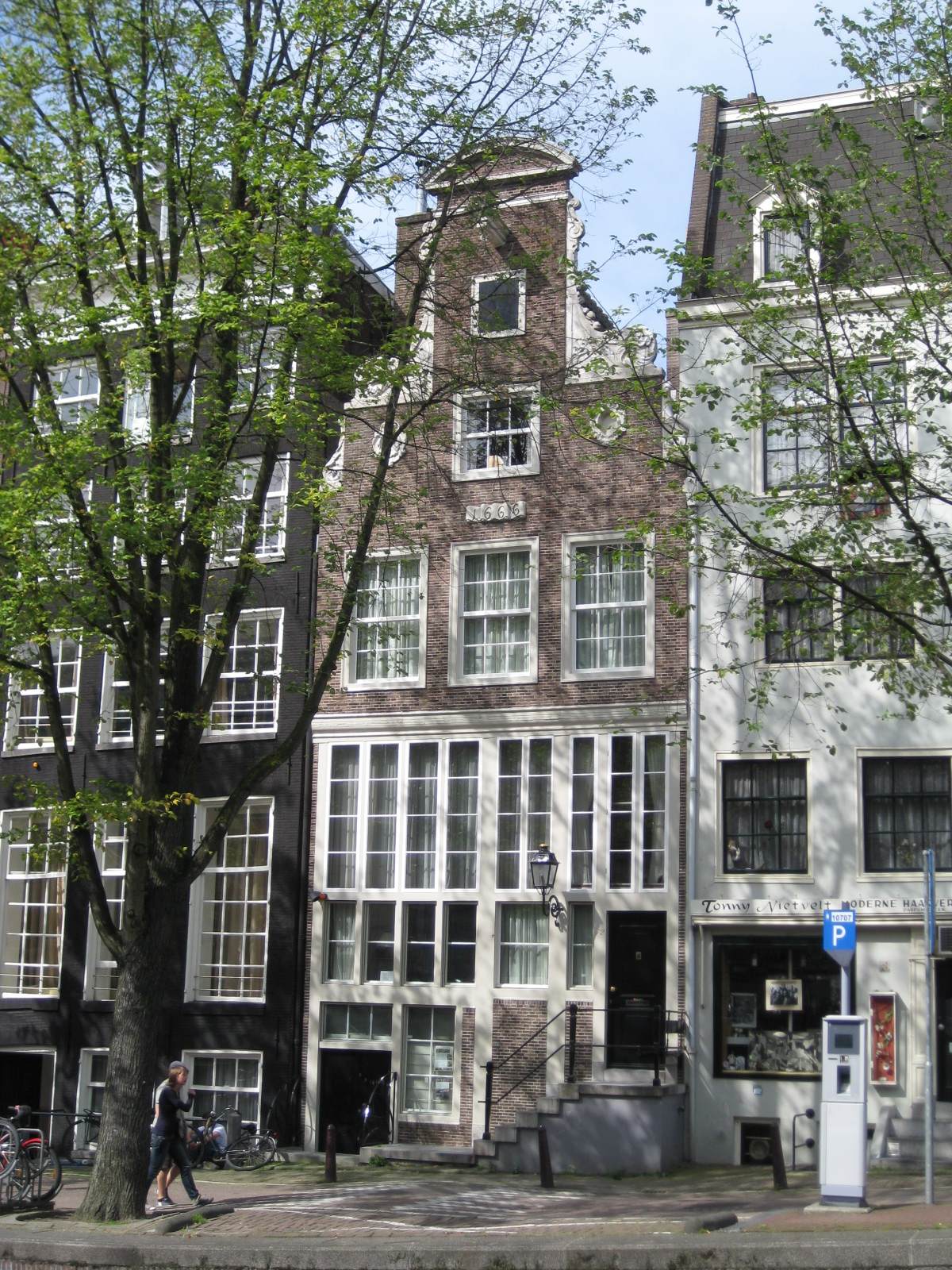
Edifici che si affacciano sul Leidsegracht

Il Leidsegracht ("Canale di Leida") è un canale (gracht), oltre che strada, del centro storico di Amsterdam, scavato nel 1664. Prende il nome dal fatto che in origine veniva attraversato dalle imbarcazioni dirette a Leida.

## Ubicazione
Il Leidsegracht si trova nella parte occidentale del centro di Amsterdam: nasce dal Singelgracht, all'altezza di Leidseplein, e scorre in direzione nord-est fino allo Herengracht, attraversando prima il Prinsengracht e poi il Keizersgracht. A differenza di questi grachten, il Leidsegracht attraversa perpendicolarmente la cintura dei canali.

## Storia
La realizzazione del Leidsegracht segno l'inizio alla seconda fase della costruzione della cintura dei canali (Grachtengordel), iniziata nel 1660.

## Principali edifici d'interesse lungo il Leidsegracht

### Nr. 11 di Leidsegracht
Al nr. 11 di Leidsegracht, si trova un edificio con frontone a collo, che presenta dei motivi allegorici unici del loro genere in tutta la città, ovvero dei serpenti e dei lucertoloni attorcigliati.

### Nr. 39 di Leidsegracht
Al nr. 39 di Leidsegracht, si trova la casa natale dell'ingegnere e politico Cornelis Lely.

### Nr. 88 di Leidsegracht: Archangelsk Pakhuizen
Al nr. 88 di Leidsegracht si trovano le Archangelsk Pakhuizen: un tempo di proprietà del commerciante di legnami Eghbert Thesing, prendono il nome dal città portuale russa Arkangel'sk, da dove proveniva il legname.

### Nr. 108 di Leidsegracht
Al nr. 108 di Leidsegracht, si trova il cantiere dove nel Seicento venivano scaricati la pietra e i mattoni che servivano per la costruzione della città.

### Nr. 396 e 398 di Leidsegracht: Twee Zusjes
Ai nr. 396 e 398 di Leidsegracht, si trovano due celebri edifici, ovvero le Twee Zusjes ("Due sorelline"), due edifici identici che risalgono al tardo XVII secolo.

### Nr. 402
Al nr. 402 di Leidsegracht, si trova un palazzo in arenaria risalente al 1750 e realizzato secondo lo stile di Philip Vingboons.

## Il Leidsegracht nella cultura di massa

### Arte
- Al Leidsegracht è dedicato il dipinto di George Hendrik Breitner De Leidsegracht te Amsterdam, realizzato tra il 1880 e il 1923 e conservato nel Rijksmuseum di Amsterdam[5]

### Cinema
- Di fronte all'edificio al nr. 2 di Leidsegracht è stata realizzata una delle cene più celebri del film del 2014, diretto da Josh Boone e tratto dall'omonimo romanzo di John Green, Colpa delle stelle (The Fault in Our Stars), ovvero quella del bacio sulla panchina tra i due protagonisti Hazel Grace Lancaster (interpretata da Shailene Woodley) e Gus Waters (interpretato da Ansel Elgort)[6]